# 邱京巍
邱京巍（1970年3月20日—），上海人，是一名已经退役的中国足球运动员，司职前锋，身高1.76，退役后曾经出任多个球队的主教练或教练，目前是上海东亚的助理教练。
邱京巍是原上海足球队的主力前锋之一，但1993年职业化的上海申花足球俱乐部成立时他却选择了离开，后来据主帅徐根宝回忆，是担心自己无法通过中国足协当时规定的强制体能测试。之后他加盟上海浦东，随球队征战甲B联赛。邱京巍视力很差，被称为“瞎子”，但是却屡屡凭借出色的球感获得进球。
退役后的邱京巍与好友范志毅合作，曾经担任过香港澎马流浪以及苏州趣普仕等队的主教练、执行教练。2010年2月，他出任上海东亚助理教练，协助主教练范志毅。